# Valentina Grizodubova
Valentina Stepanovna Grizodubova, född den 27 april (14 april g.s.) 1909 i Charkiv, död den 28 april 1993 i Moskva var en sovjetisk stridspilot och överste som deltog i andra världskriget. Hon var den första kvinnan att tilldelades titeln Sovjetunionens hjälte, vilket skedde 1938. År 1986 fick hon även titeln Socialistiska arbetets hjälte.
Den här artikeln är helt eller delvis baserad på material från ryskspråkiga Wikipedia, 9 februari 2020.